# Vetiplanaxis pyrrhobryoides
Vetiplanaxis pyrrhobryoides là một loài rêu trong họ Rhizogoniaceae. Loài này được N. E. Bell mô tả khoa học đầu tiên năm 2007.